# Хелмут Рикс
Хелмут Рикс (Амберг, 4. јул 1926 — 3. децембар 2004, Фрајбург) био је немачки лингвиста, специјалиста за индоевропске језике и етрурски језик. Творац је хипотезе о тиренским језицима.

## Биографија
Рођен је 1926. у Амбергу у породици учитеља. Након матуре и војне службе у морнарици студирао је од 1946. у Вирцбургу индогерманистику, класичну филологију и историју, а од 1947. у Хајделбергу. Тамо је докторирао дисертацијом Грађа за хидронимију Старе Италије (Bausteine zu einer Hydronymie Alt-Italiens). Од 1951. је био асистент код Ханса Краха у Тибингену, а од 1955. доцент за латински и грчки на Евангелистичком колегијуму „Августана“ у Нојендетелзауу (централна Франконија). Хабилитирао се у Тибингену на тему Етрурски когномен. Истраживања о систему, морфологији и примени личних имена на млађим натписима у северној Етрурији (Das etruskische Cognomen. Untersuchungen zu System, Morphologie und Verwendung der Personennamen auf den jüngeren Inschriften Nordetruriens), која је објављена 1963. у Висбадену. Године 1966. запослио се на новооснованом Универзитету у Регенсбургу. Од 1982. је био професор на Универзитету Алберт Лудвигс у Фрајбургу. Године 1993. отишао је у пензију. Дана 3. децембра 2004. преминуо је од последица саобраћајне несреће.
Био је члан Хајделбершке академије наука, Међународног комитета за књижевност (Comitato Internazionale di Letteratura) Италијанског лингвистичког архива (Archivio Glottologico Italiano), Националног института за етрурске студије (Istituto Nazionale di Studi Etruschi), Лингвистичког друштва у Паризу (Société Linguistique de Paris) и Индоевропског друштва (Indogermanischen Gesellschaft), чији је први председник био од 1973. до 1978.

## Радови

### Индоевропеистика уопште
- Historische Grammatik des Griechischen. Laut- und Formenlehre. Darmstadt 1976. 2.Aufl. Darmstadt 1992.
- Lexikon der indogermanischen Verben. Die Wurzeln und ihre Primärstammbildungen. Unter Leitung von Helmut Rix und der Mitarbeit vieler anderer bearbeitet von Martin Kümmel, Thomas Zehnder, Reiner Lipp, Brigitte Schirmer. Wiesbaden 1998, 754 S. – Zweite, erweiterte und verbesserte Auflage bearbeitet von Martin Kümmel und Helmut Rix, Wiesbaden 2001, 823 S.
- Anlautender Laryngal vor Liquida oder Nasalis sonans im Griechischen. In: Münchener Studien zur Sprachwissenschaft 27, 1970, S. 79–110. [Formulierung des Rix’schen Gesetzes]

### Језици и културе Старе Италије (изузев етрурске)
- Die lateinische Synkope als historisches und phonologisches Problem. Kratylos 11, 1966, S. 156–165. Wiederabgedruckt in: K. Strunk (Hrsg.), Probleme der lateinischen Grammatik. Darmstadt 1973, S. 90–102.
- Zum Ursprung des römisch-mittelitalischen Gentilnamensystems. In: Aufstieg und Niedergang der römischen Welt (Festschrift Vogt) I 2. Berlin 1972, S. 700–758.
- Die Termini der Unfreiheit in den Sprachen Altitaliens. Stuttgart 1994.
- Sabellische Texte, Heidelberg 2002 [Gesamtausgabe aller sabellischen (oskisch-umbrischen) Inschriften].

### Етрускологија
- Das etruskische Cognomen. Untersuchungen zu System, Morphologie und Verwendung der Personennamen auf den jüngeren Inschriften Nordetruriens. Wiesbaden 1963.
- La scrittura e la lingua. In: M. Cristofani (ed.), Gli Etruschi. Una nuova immagine. Firenze (1984). стр. 210–238. 245. (Dt.: Schrift und Sprache. In: M. Cristofani (Hrsg.), Die Etrusker. Stuttgart u. Zürich 1985, S. 210–238. 245). [Kurzgrammatik des Etruskischen]
- Etruskisch culs ‘Tor’ und der Abschnitt VIII 1–2 des Zagreber liber linteus, Vjesnik Arheološkog Muzeja u Zagrebu, 3. Serie 19, 1986, S. 17–40.
- Etrusco un, une, unuc ‘te, tibi, vos’ e le preghiere dei rituali paralleli nel liber linteus. Archeologia Classica 43 (1991), S. 665–691.
- Etruskische Texte. Herausgegeben in Zusammenarbeit mit G. Meiser. 2 Bde, Tübingen 1991
- Les prières du Liber Linteus de Zagreb. Les Etrusques, les plus religieux des hommes. Actes ... publiées sous la direction de Fr. Gaultier et D. Briquel. Paris 1997, S. 391–397.
- Rätisch und Etruskisch. Innsbrucker Beiträge zur Sprachwissenschaft, Vorträge und Kleinere Schriften 68. Innsbruck 1998.